# کریستین بری
کریستین بری (فرانسوی: Christiane Barry‎؛ ۱۸ اوت ۱۹۱۸ – ۲۴ سپتامبر ۱۹۹۲) هنرپیشه اهل فرانسه بود.
از فیلم‌ها یا برنامه‌های تلویزیونی که وی در آنها نقش داشته‌است می‌توان به رئیس‌جمهور و چی؟ اشاره کرد.